# Balisage

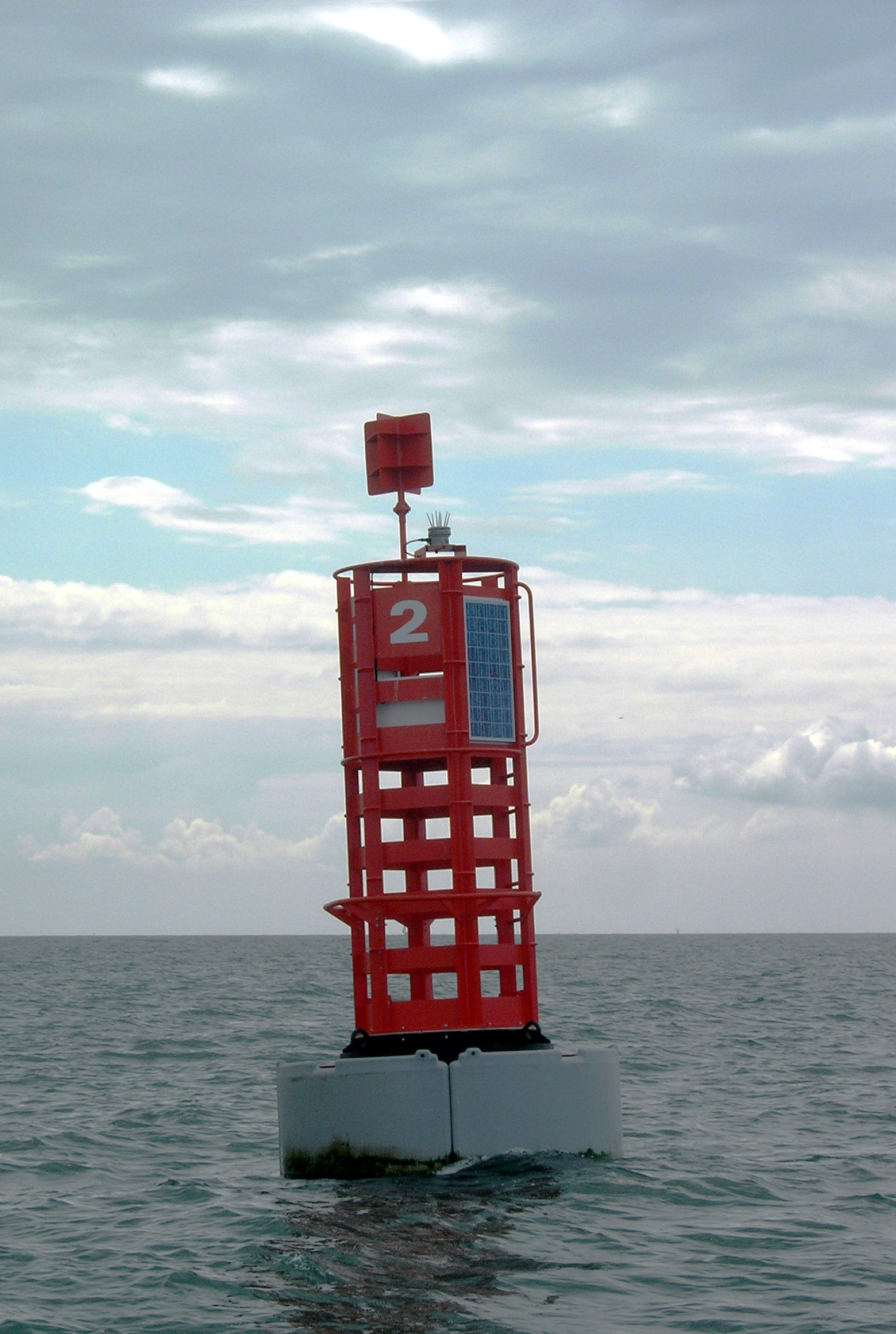
Bouée modulaire à charpente latérale bâbord du chenal d'accès de la Loire

Pour les articles homonymes, voir Cardinale (homonymie).
Pour le balisage des sentiers de randonnée pédestre, voir : Signalisation des sentiers de randonnée.

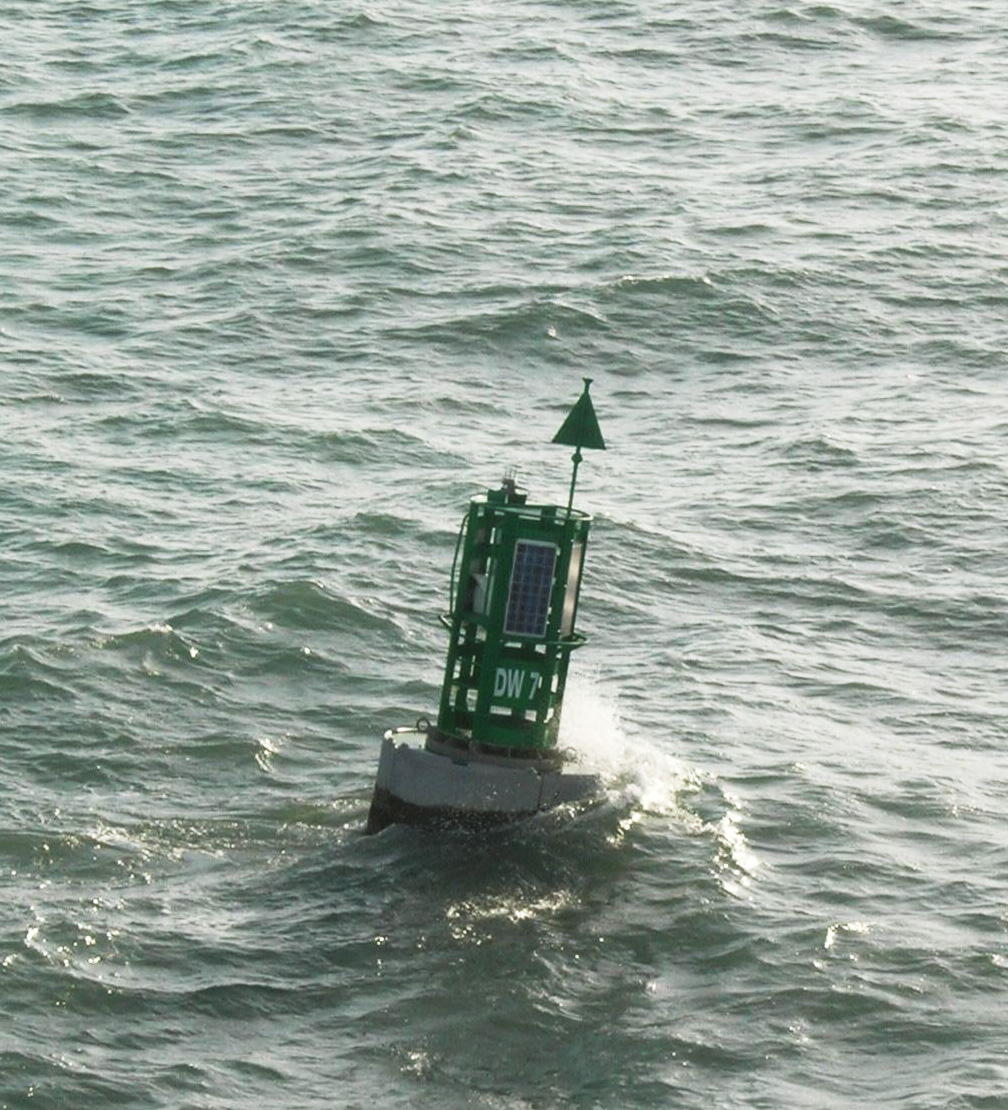
Bouée modulaire à charpente latérale tribord du chenal d'accès du port de Dunkerque

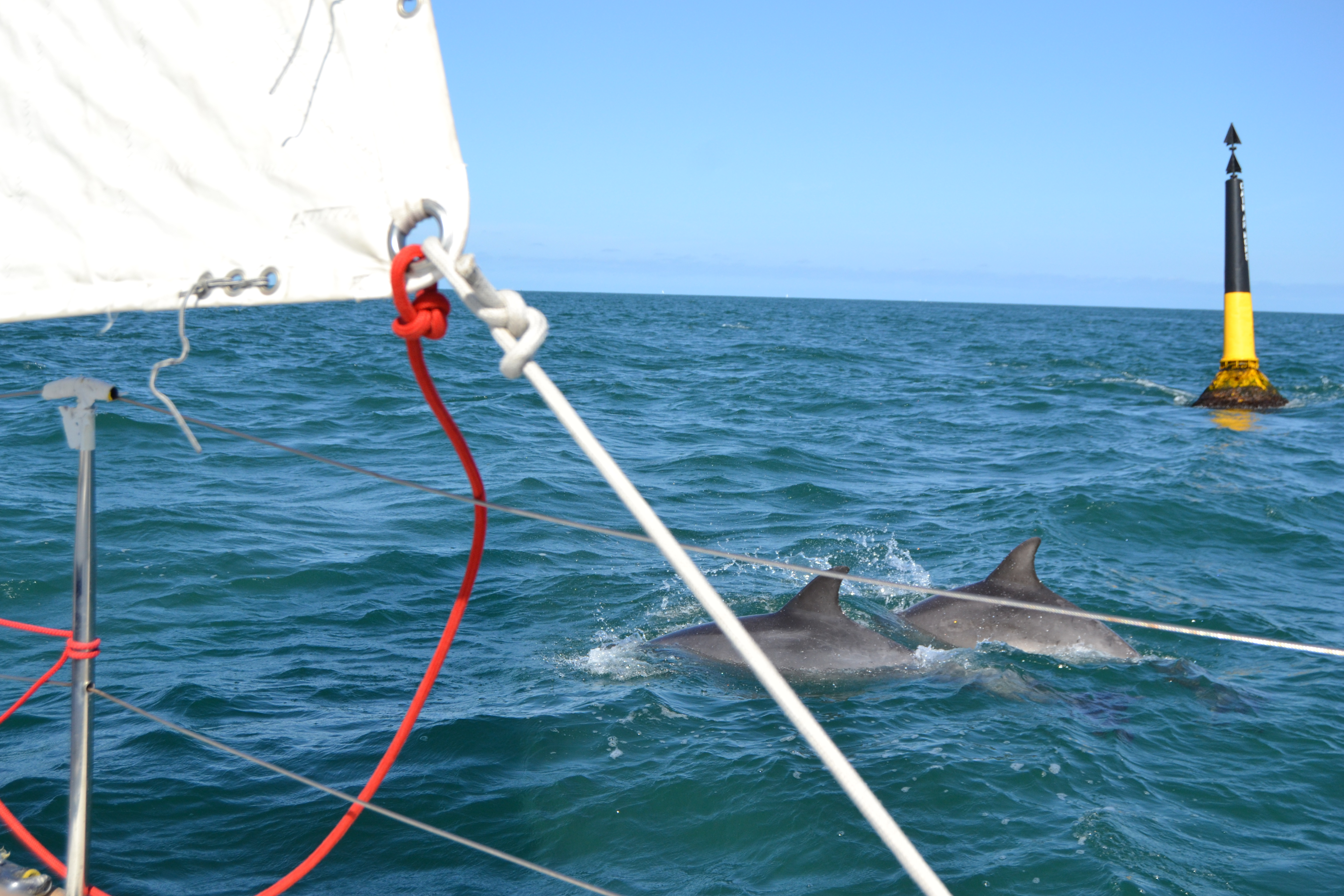
Ken ar Monse01 - bouée cardinale Nord

Dans le domaine maritime, le balisage désigne l'ensemble des marques ou balises fixes ou flottantes placées en mer ou à terre qui indiquent aux navires les dangers et le tracé des chenaux d'accès aux ports et abris.
On distingue le balisage latéral ou marquage latéral, utilisé pour définir le tracé des chenaux de navigations, et le balisage cardinal, marquage cardinal, marque cardinale ou plus couramment cardinale qui indique la route (Nord, Est, Sud, Ouest) à suivre pour éviter un danger grâce à des repères fixes ou des bouées. Ce terme est issu des points cardinaux (qui donne cardinale au féminin singulier).
Le balisage désigne également les règles (formes, couleurs) qui doivent être utilisées pour concevoir les balises. Le balisage respecte, dans l'ensemble des pays ayant une façade maritime, les règles définies par l'Association internationale de la signalisation maritime (AISM-IALA). Depuis 1980, une variante de ces règles est appliquée aux Amériques (Antilles incluses), au Japon et en Corée. Dans ces pays, dits de la zone B, la couleur du balisage latéral est inversée.

## Les balises
De manière générique une balise est définie comme un objet flottant ou fixé au fond de la mer ou à terre, permettant de faciliter la navigation ou de signaler un danger, ou un chenal. Il peut s'agir d'une balisage flottant (bouées de formes et tailles diverses : bouée de canal, bouée charpente ou fuseau), ou d'un balisage fixe (espar, tourelle maçonnée). 
Hormis les espars et les bouées de chenal, les balises sont généralement surmontée d’une superstructure, maintenues à leurs positions par des lignes de mouillage reliées à des ancrages (corps morts). Un « voyant » (partie supérieure en forme de sphère, de cône ou de croix) coiffe le corps de bouée et éventuellement, en dessous du « voyant », un « feu » permet d'identifier la balise de nuit. La signification de la balise est fournie par la couleur du corps, la forme, la couleur du voyant et dans certains cas la forme du corps. La nuit le feu, visible généralement sur plusieurs milles, permet d'identifier la balise par son rythme, sa couleur.
Certaines balises sont équipées de signaux phoniques de brume actionnés par la houle (une simple cloche, une corne) ou par une source d'énergie telle qu'une batterie alimentée par un panneau solaire ou une bouteille de gaz.
Les balises d'atterrage des grands ports ou situées sur des grands axes de navigation (une vingtaine en France) peuvent être munies d'un système racon : il s'agit d'un émetteur transmettant un signal en forme de lettre du code morse sur la longueur d'onde 3 cm (voire 10 cm pour certains) correspondant aux fréquences utilisées par les radars de navigation. Sur les écrans radars des navires apparaît alors l'écho de l'amer accompagné du signal en clair du type Morse. Ce système permet de confirmer l'identification de l'amer. 
L'AIS remplace peu à peu les racons[réf. nécessaire].
Le balisage est de 2 types :
- le système latéral, utilisé pour baliser les chenaux et les passages vers ou en provenance d'un port.
- le système cardinal, utilisé dans les autres cas, il situe le danger par rapport à lui-même par les points cardinaux (nord, sud, est, ouest).

### Le système cardinal

Les quatre marques cardinales et leur disposition par rapport au danger

Les marques cardinales sont au nombre de quatre et servent à baliser un danger par rapport à un point cardinal.
- couleur : jaune et noir
- voyant : deux triangles noirs

La position du noir sur le corps de la balise correspond ainsi à l'orientation des pointes du voyant. Quant au rythme des feux, il faut s'imaginer non plus un compas mais le cadran d'une horloge : (continu) – (3) – (6+1) – (9).
- (Continu) pour le nord (12 heures ou 0 heure - en haut)
- (3) pour l'est (3 heures - à droite)
- (6+1) pour le sud (6 heures - en bas)
- (9) pour l'ouest (9 heures - à gauche)

La disposition des couleurs et des triangles indique de quel côté laisser la balise :

#### Cardinale Nord (passer au nord)

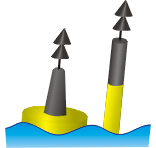
Cardinale nord

- couleur : noir – jaune notée BY sur la carte B (Black) Y (Yellow) la couleur noire donne la pointe du cône
- voyant : deux cônes noirs, pointes vers le haut
- feu : scintillant blanc continu
- Position du danger : au Sud de la bouée

#### Cardinale Est (passer à l'est)

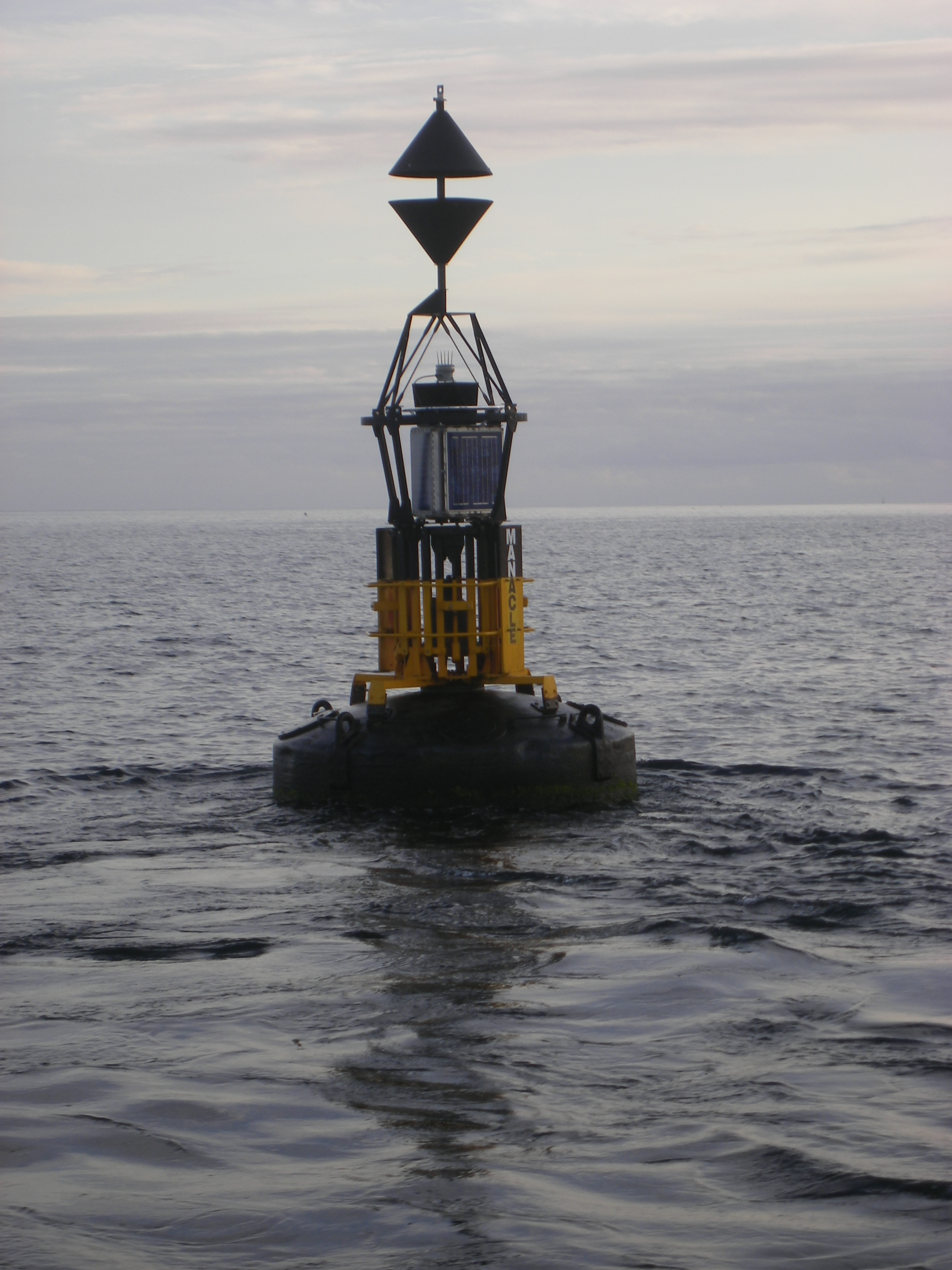
Bouée cardinale est Manacle (Falmouth, GB)

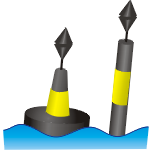
Cardinale est

- couleur : noir – jaune – noir notée BYB sur la carte
- voyant : deux cônes noirs, pointes opposées
- feu : blanc, trois scintillements groupés
- Position du danger : à l'Ouest de la bouée

#### Cardinale Sud (passer au sud)

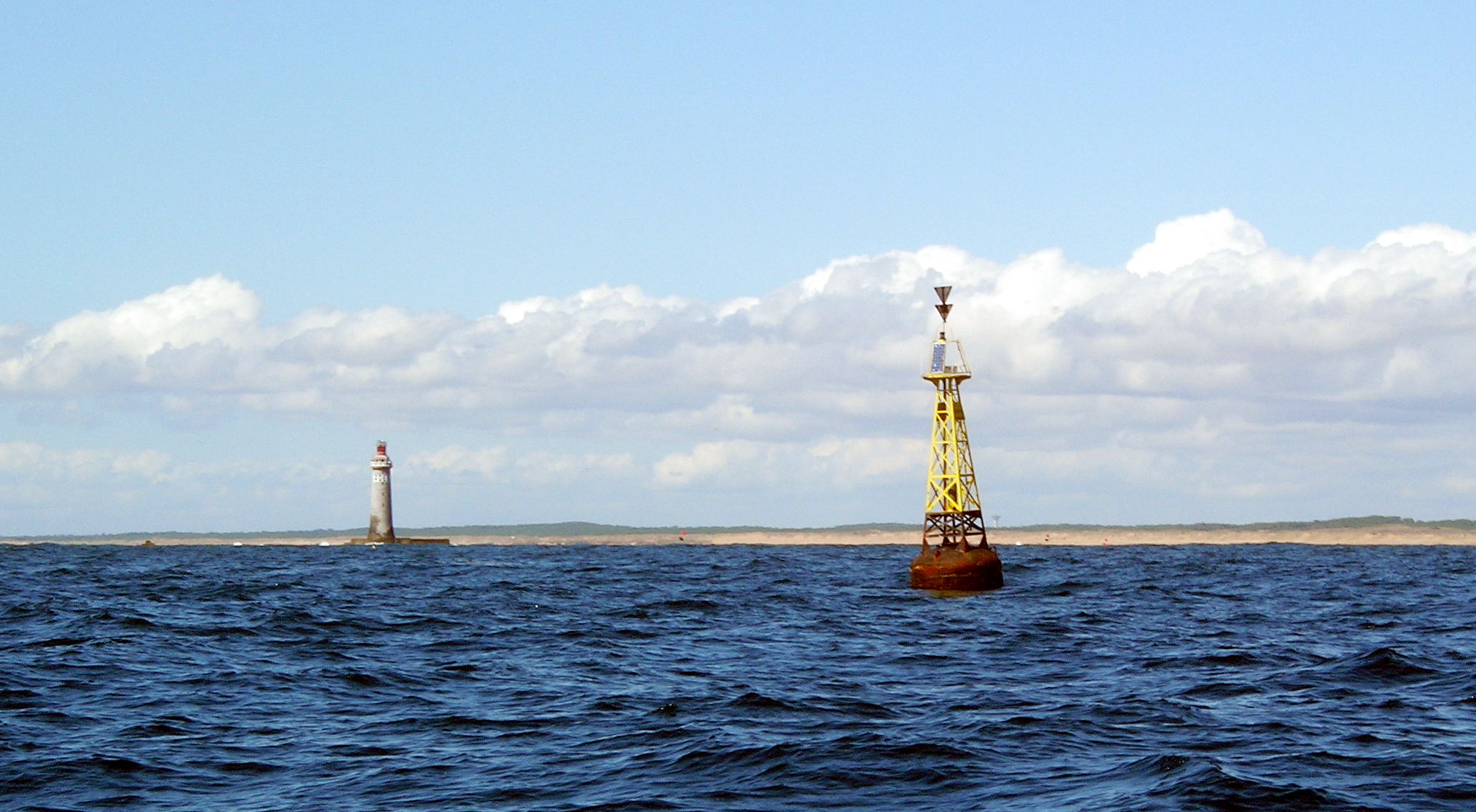
cardinale sud devant le phare des Barges.

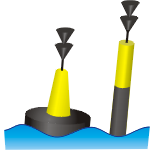
Cardinale sud

- couleur : jaune – noir notée YB sur la carte
- voyant : deux cônes noirs, pointes vers le bas
- feu : blancs, six scintillements groupés suivis d'un éclat long
- Position du danger : au Nord de la bouée

#### Cardinale Ouest (passer à l'ouest)

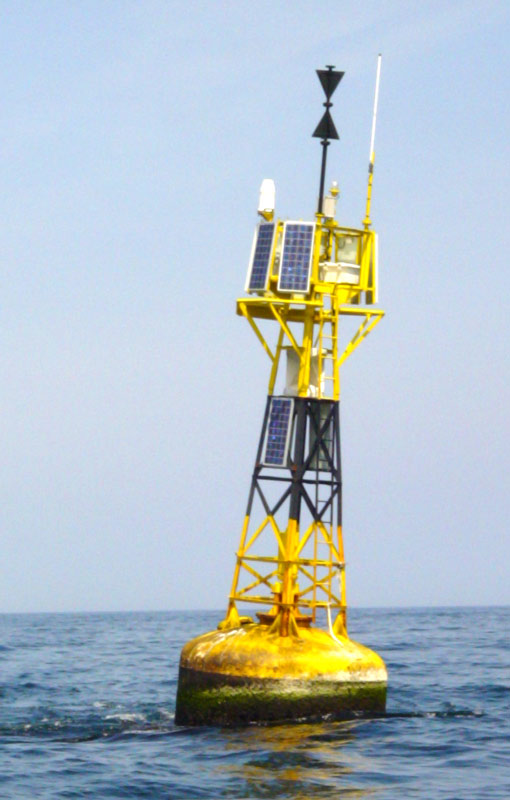
Balise cardinale ouest équipée de panneaux solaires et d'un feu

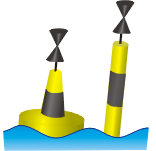
Cardinale ouest

- couleur : jaune – noir – jaune notée YBY sur la carte
- voyant : deux cônes noirs, pointes jointes
- feu : blanc, neuf scintillements groupés
- Position du danger : à l'Est de la bouée

### Le système latéral

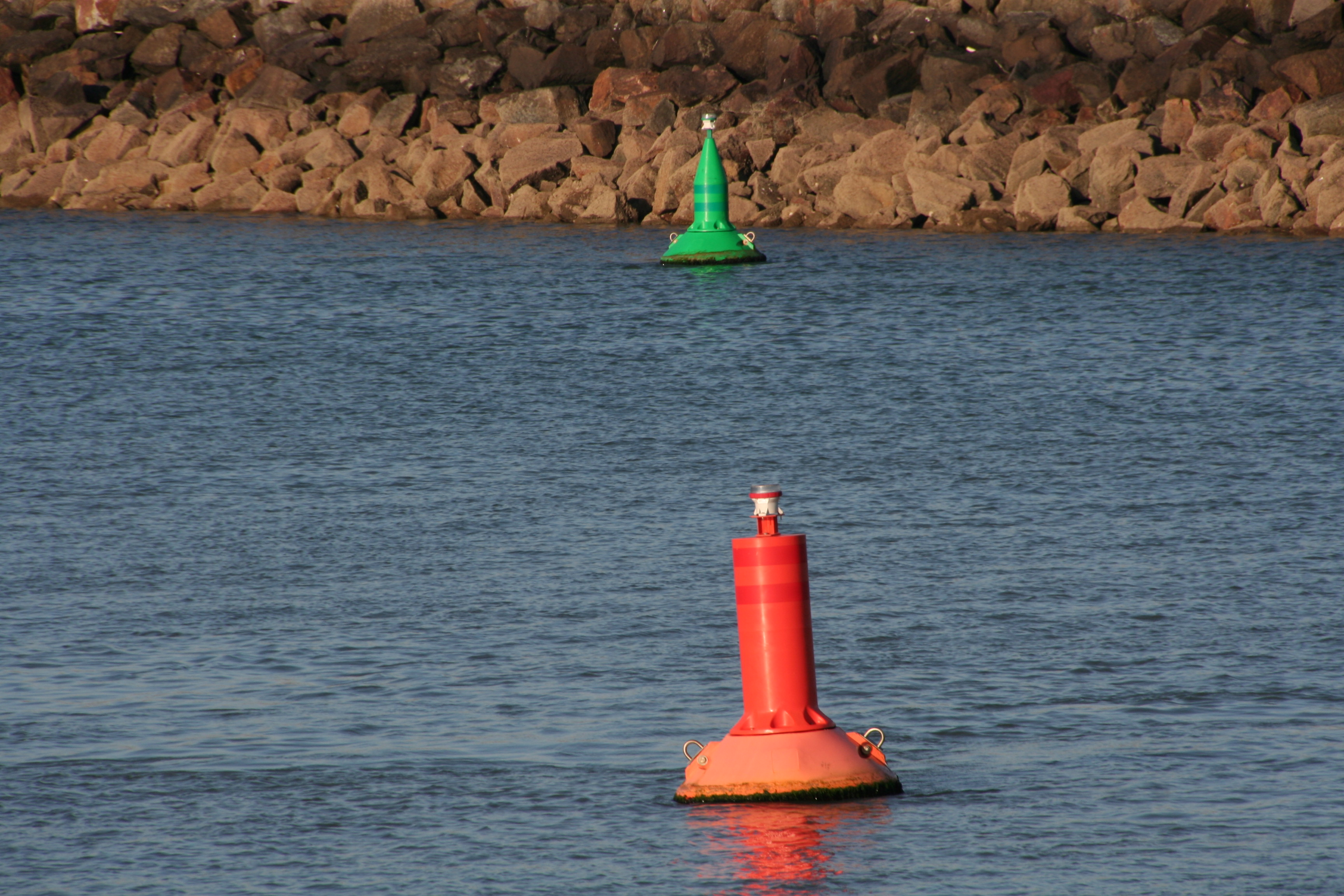
bouée de chenal rouge et verte, marquage latéral bâbord et tribord, le large est à droite de l'image

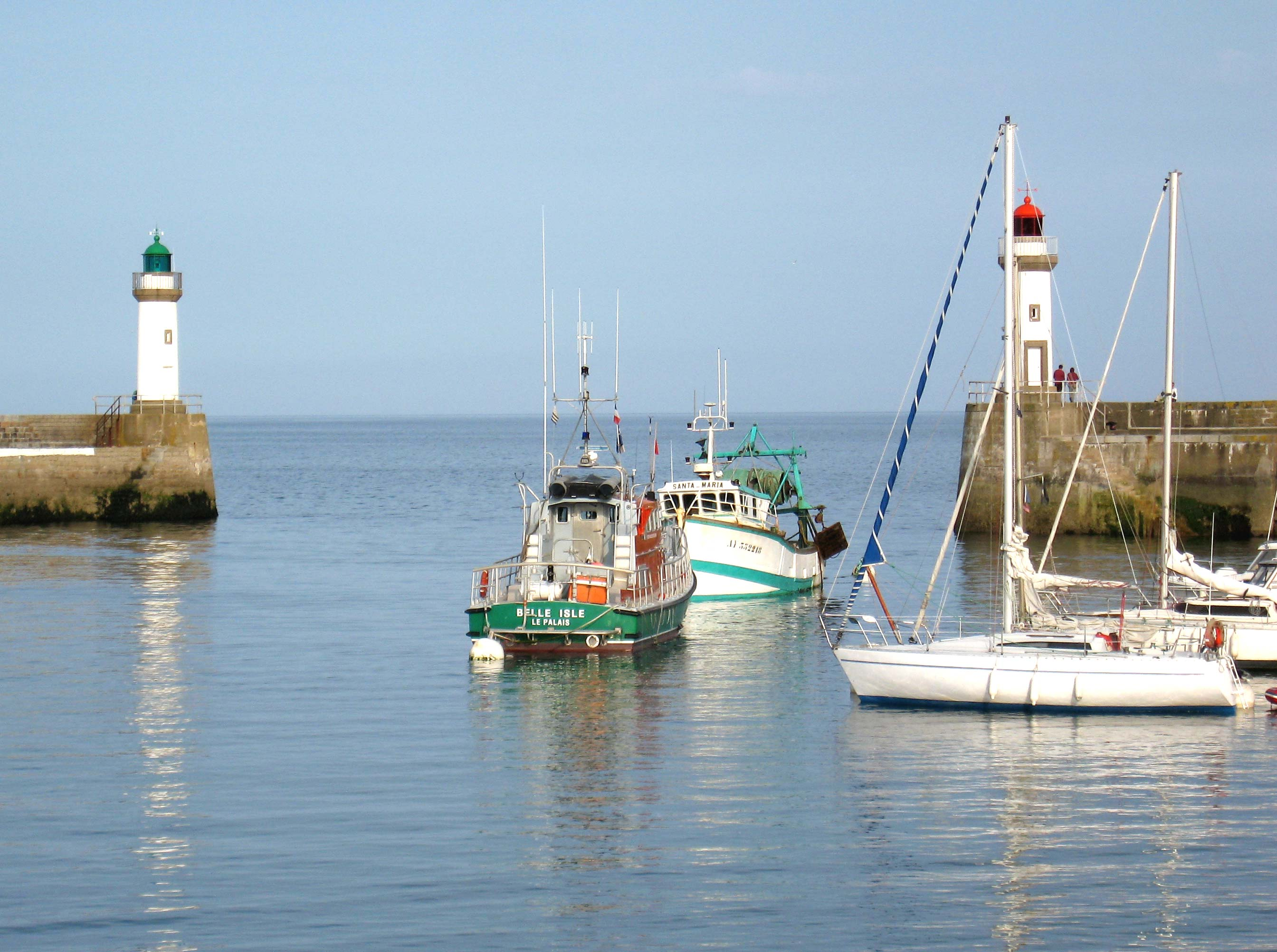
Feux d'entrée de port du Palais à Belle-Île-en-Mer (vue de la terre vers la mer)

Les marques latérales servent à baliser un chenal, une approche de la terre. Leur voyant indique toujours de quel côté laisser la balise en rentrant ou en sortant du port.
En zone A (définie plus loin)
- Marque bâbord:
  - voyant cylindrique, couleur rouge, chiffre pair, feu rouge, rythme quelconque ;
  - À laisser à bâbord en venant du large (sens conventionnel)[4].
  - À laisser à tribord en sortant du port.
- Marque tribord:
  - voyant conique, couleur verte, chiffre impair, feu vert, rythme quelconque ;
  - À laisser à tribord en venant du large (sens conventionnel).
  - À laisser à bâbord en sortant du port.
- Marque de chenal principal à tribord :
  - cette bouée est une bouée bâbord qui comporte une bande verte en son milieu, la bouée marque simplement l'existence d'un chenal secondaire de l'autre côté ; la considérer principalement comme une bouée bâbord et donc
  - la laisser à bâbord pour suivre le chenal principal ;
  - la laisser à tribord pour prendre le chenal secondaire ;
  - feu rouge - rythme (2+1)
- Marque de chenal principal à bâbord :
  - comme la précédente, la bouée est une bouée tribord qui comporte une bande rouge en son milieu, la bouée marque simplement l'existence d'un chenal secondaire de l'autre côté ; la considérer principalement comme une bouée tribord et donc
  - la laisser à tribord pour suivre le chenal principal ;
  - la laisser à bâbord pour prendre le chenal secondaire ;
  - feu vert - rythme (2+1)

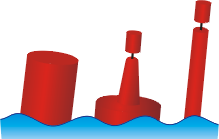
Marque bâbord (zone A)
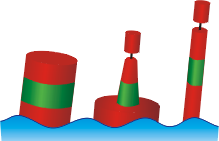
Marque de chenal principal à tribord (Zone A)
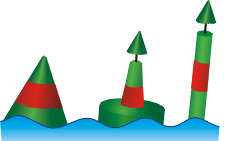
Marque de chenal principal à bâbord (Zone A)
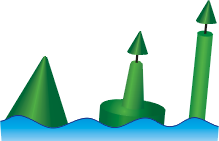
Marque tribord (zone A)

#### Moyen mnémotechnique pour la Zone A
| Bord    | Bord   | Tribord | Bâbord   |
| ------- | ------ | ------- | -------- |
| Parité  | Parité | Impair  | Pair     |
| Forme   | Forme  | Cône    | Cylindre |
| Couleur | Zone A | Vert    | Rouge    |
| Couleur | Zone B | Rouge   | Vert     |

UN TRICOT VERT ET DEUX BAS SI ROUGES
UN chiffre impair, TRI comme tribord, CO surmonté d'un cône, VERT couleur de la bouée
DEUX chiffre pair, BAS comme bâbord, SI surmonté d'un cylindre, ROUGES couleur de la bouée

#### Les différentes zones
Le balisage latéral présente une inversion de couleur mais pas de voyant selon la zone de navigation :
- en zone A (Europe, Afrique et tout ce qui n'est pas en zone B) :
  - Bâbord est rouge cylindrique
  - Tribord est verte conique.
- En zone B (Amériques, Pacifique, Japon, Corée, Philippines, Départements Français des Antilles, Guyane et Saint-Pierre-et-Miquelon) :
  - Bâbord le voyant est toujours cylindrique mais la couleur est verte -
  - Tribord le voyant est toujours conique mais la couleur est rouge.

### Les autres marques

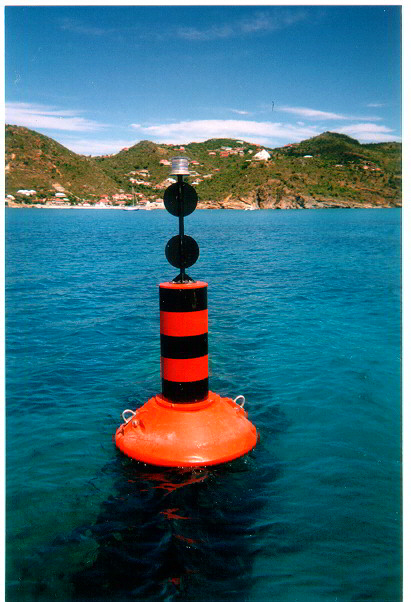
Marque de danger isolé

#### Danger isolé

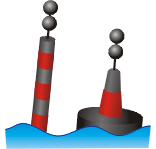
Marque de danger isolé

La marque danger isolé signale un écueil peu étendu, situé généralement à l'endroit où est positionnée la balise. La balise peut être laissée indifféremment à bâbord ou à tribord.
- forme : quelconque
- couleur : noire, avec une ou plusieurs bandes rouges
- voyant : deux boules noires
- feu : blanc
- rythme : deux éclats groupés

#### Eaux saines

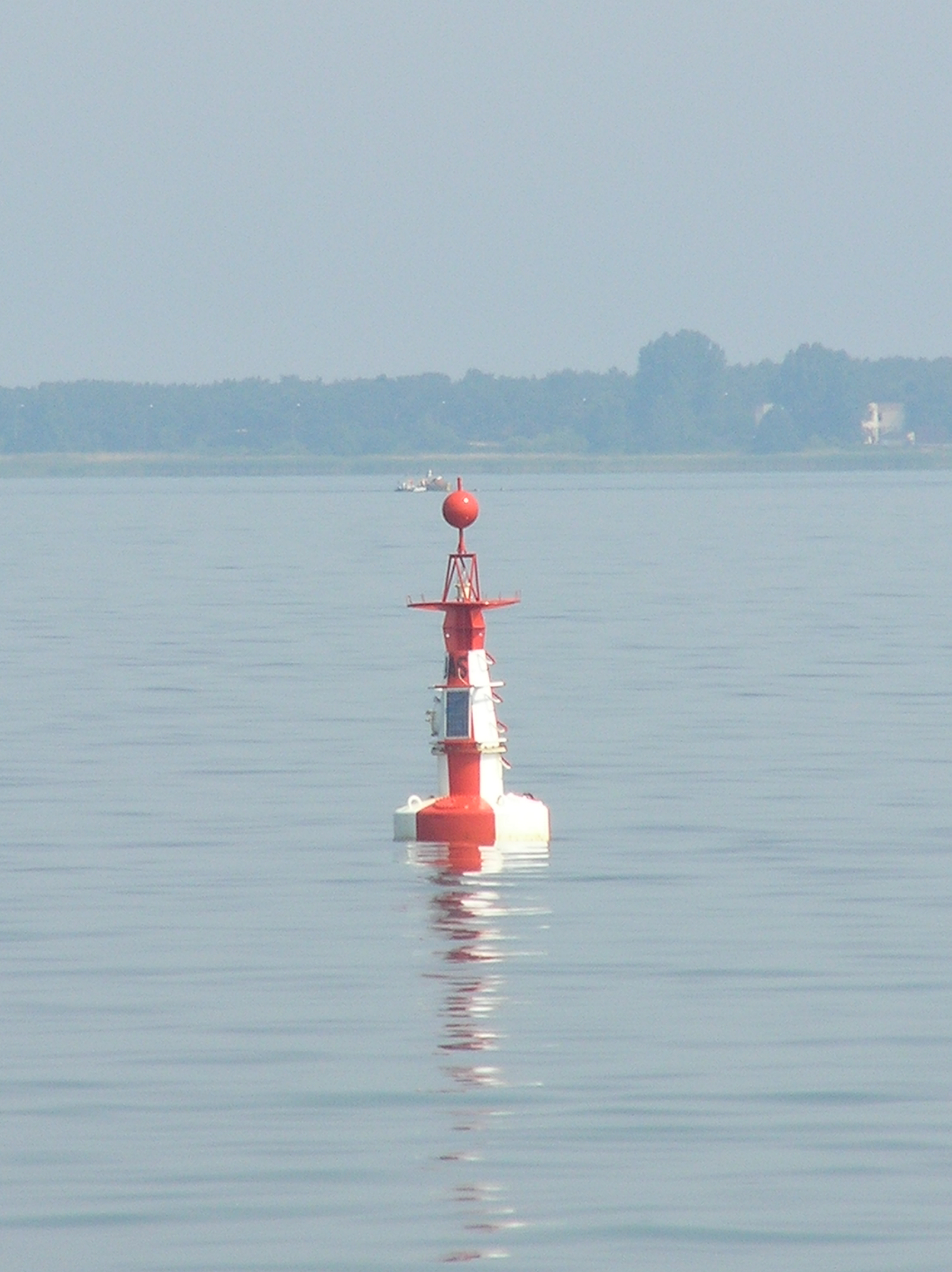
Marque d'eaux saines

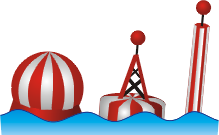
Marque d'eaux saines
De gauche à droite : bouée, bouée charpente et Espar

La marque d'eaux saines indique que les eaux sont libres de tout danger dans les parages. Elle marque également une reconnaissance pour l'atterrissage, un point intermédiaire avant de s'engager vers un chenal d'accès, un Dispositif de séparation du trafic (DST).
- forme : Quelconque
- couleur : rouge et blanc
- voyant : une boule rouge
- feu : blanc
- rythme : isophase, à occultations, à un éclat toutes les 10 secondes ou la lettre Morse « A » (Point/trait)

#### Marque spéciale

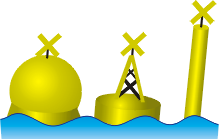
Marque spéciale
De gauche à droite : bouée, bouée charpente et Espar

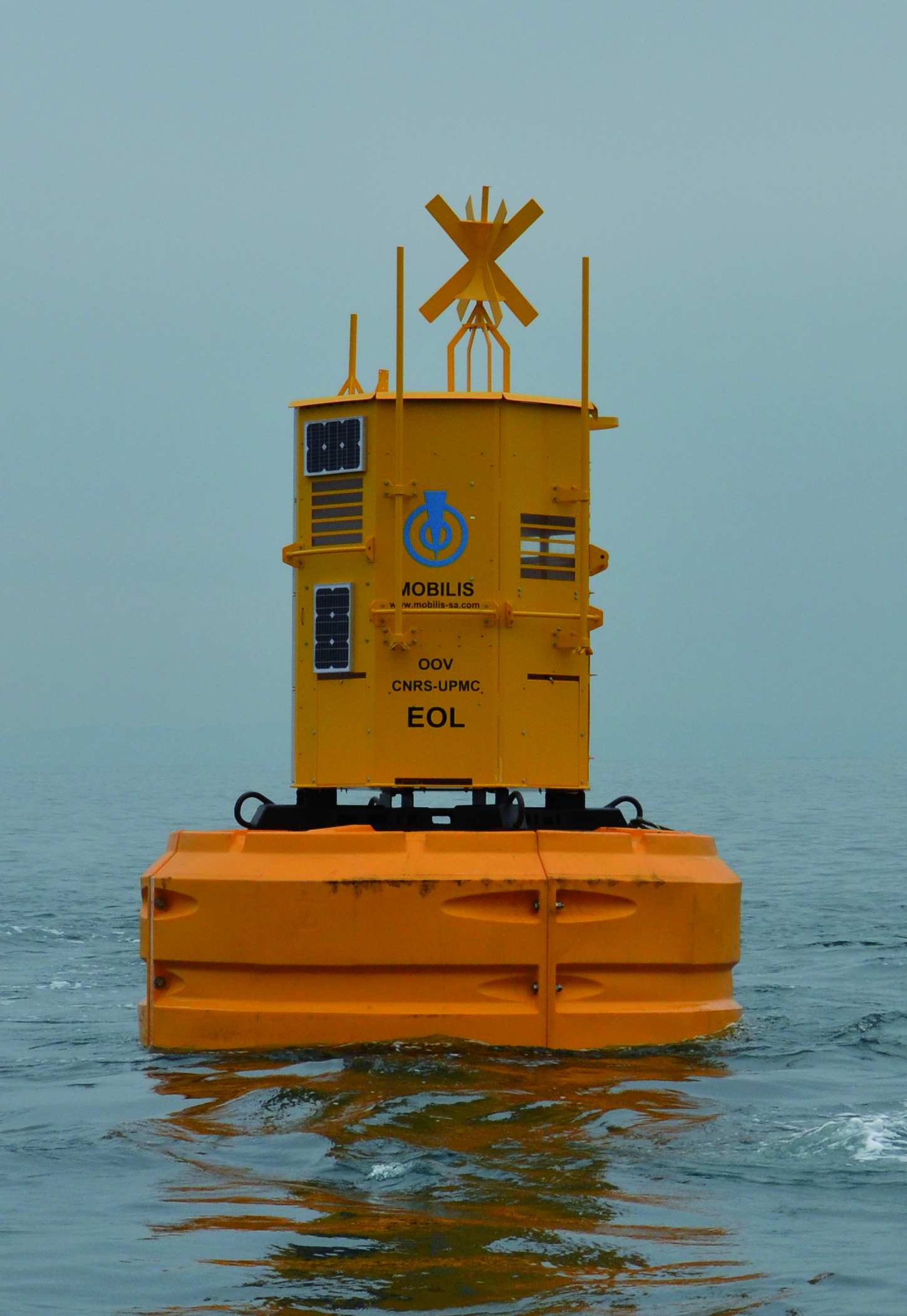
Marque spéciale à Villefranche-sur-Mer

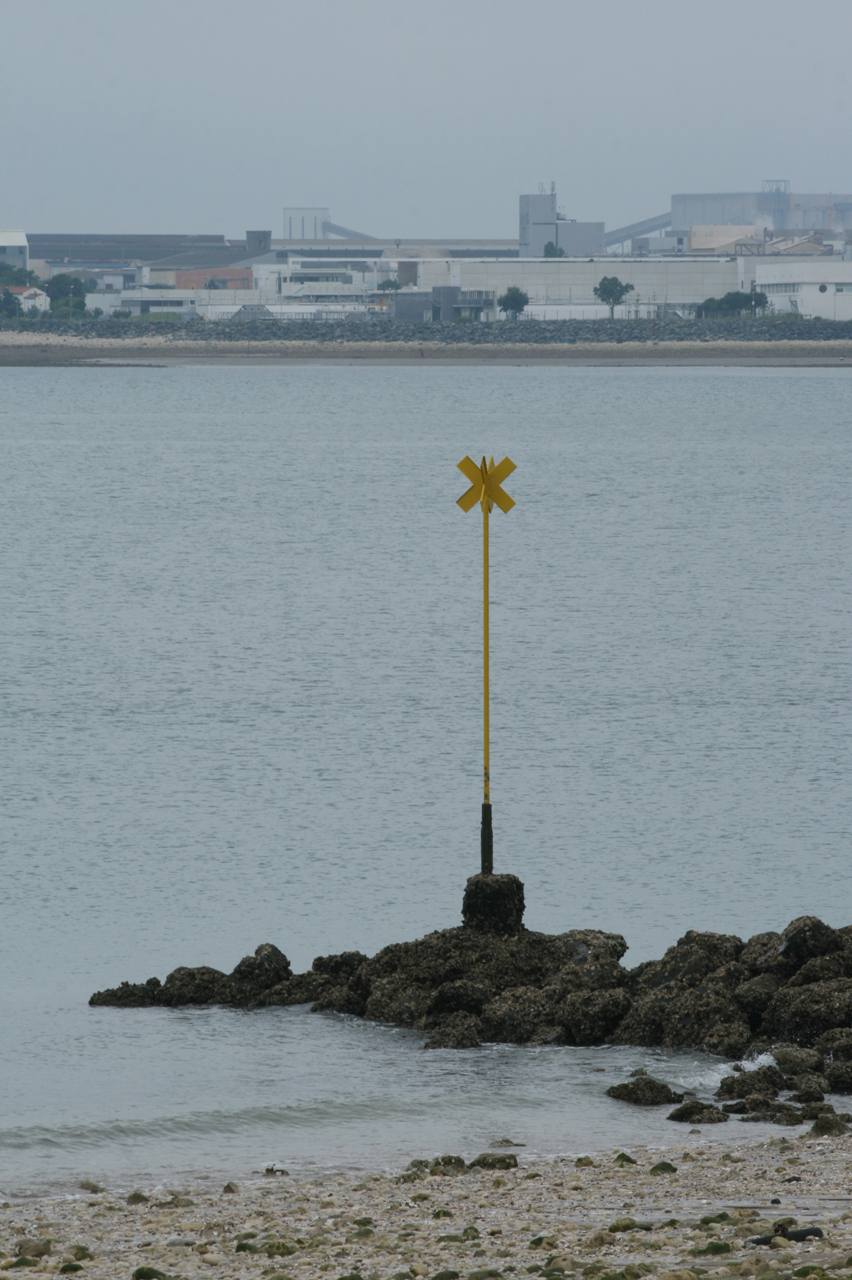
Marque spéciale sur la plage de la Rochelle

Les marques spéciales sont utilisées dans différents cas : zone d'exercice militaire, présence d'un câble ou d'un oléoduc sous marin, zone de dépôt de matériaux, zone réservée à la pêche, etc.
- couleur : jaune
- voyant : croix jaune
- feu : jaune
- rythme : quelconque, autre que ceux caractérisant les autres feux.

#### Marques de plage
Les marques de plage sont toutes de couleur jaune et ne se différencient que par leur forme. Elles ne possèdent ni voyant, ni feu.
- Les marques de délimitation des zones de plage (environ 300 m du littoral) sont de forme sphérique. Elles marquent entre autres choses la limitation de vitesse (5 nœuds).
- Lorsqu'un chenal existe, afin de réserver l'accès au littoral à des engins de plage divers ou à des dériveurs, il est délimité par des marques de forme conique et cylindrique, en conformité avec le balisage latéral décrit plus haut, mais ces marques sont toutes de couleur jaune.
- D'autres marques sphériques jaunes peuvent délimiter des zones de baignade, elles peuvent être alors jointes par un cordage.

#### Marques d'épaves en cas d'urgence

Marque d'épave en cas d'urgence

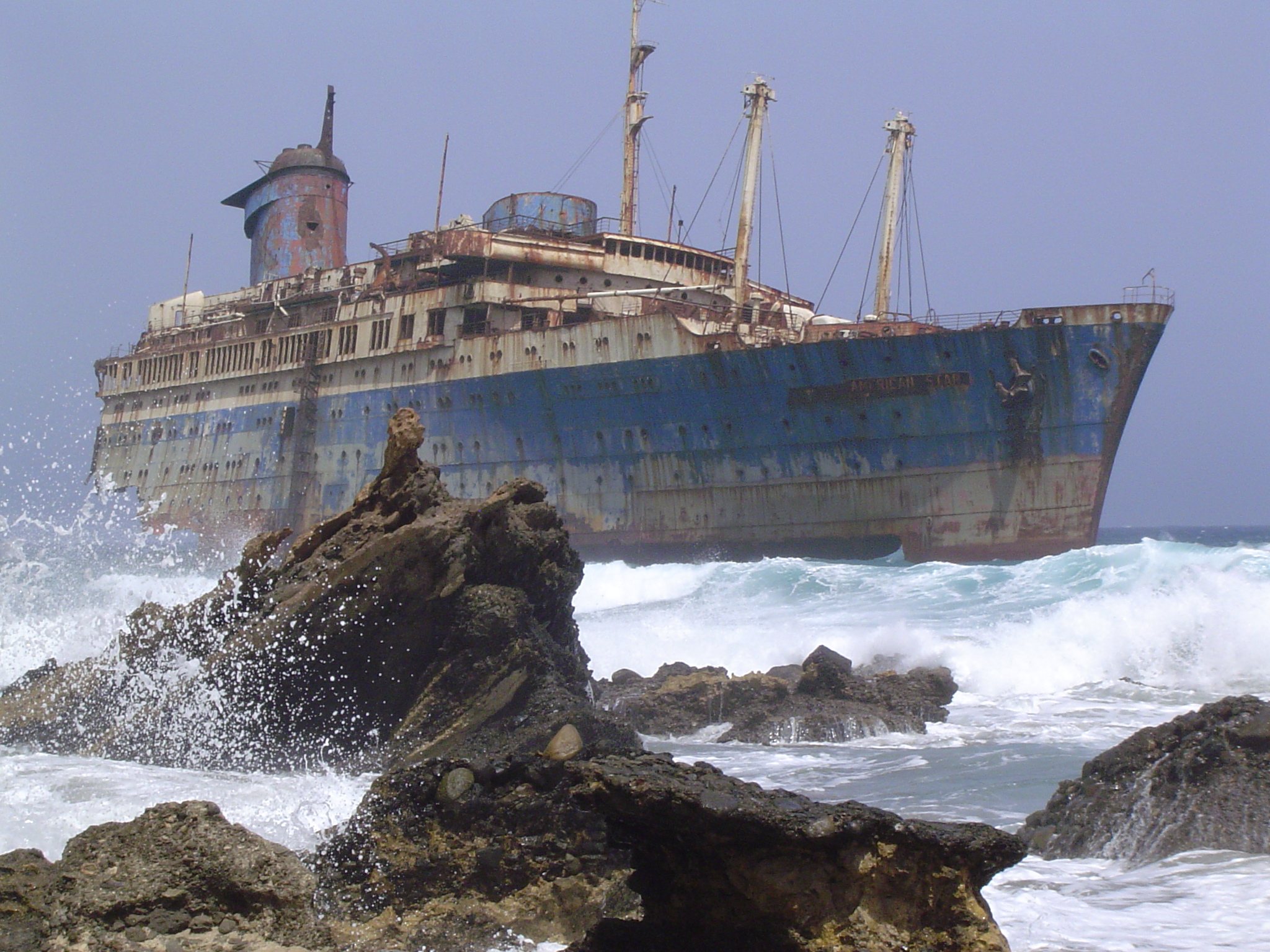
L'épave de l'American Star.

Mise en place en 2006 à la suite du naufrage du navire Tricolor dans le pas de Calais, cette marque est de couleur bleue et jaune (rayures verticales) et son voyant est une croix verticale « + » (croix droite) de couleur jaune. Son feu est un feu alternatif à occultations bleu et jaune (abréviation internationale sur les cartes marines : OAL BuY) et sa période de trois secondes. Si plusieurs marques balisent une épave, les feux des différentes marques sont synchronisés.